# ألان ماثيوز
ألان ماثيوز (3 مايو 1913 في المملكة المتحدة - 1996 في أستراليا) (بالإنجليزية: Alan Matthews)‏ هو لاعب كريكت بريطاني (وحمل سابقاً جنسية المملكة المتحدة لبريطانيا العظمى وأيرلندا). لعب مع نادي مقاطعة غلوستر للكريكت ‏.

## وصلات خارجية
- ألان ماثيوز على موقع إي آس بي آن كريك إنفو (الإنجليزية)